# BC Apollo in het seizoen 2014-15
Het seizoen 2014–15 van BC Apollo was het 4e seizoen van de club en het 3e in de DBL. Dit seizoen was het eerste onder coach Jaanus Liivak.

## Verloop van het seizoen
Afgelopen seizoen werd bekend dat Amsterdam Basketbal opnieuw te maken kreeg met financiële problemen. Mede daardoor rees lang de vraag of en hoe er weer basketbal gespeeld zou worden in Amsterdam. In de zomer van 2014 vertrokken Aron Royé (naar Den Helder Kings), Mark Ridderhof (naar Donar Groningen), Berend Weijs die samen met Joël Brandt naar Landslake Lions vertrok in de Promotiedivisie en ging Lucas Steijn naar Challenge Sports Rotterdam. Ook coach Hakim Salem koos voor een andere richting. Eind augustus 2014 werd bekend dat er toch op het hoogste niveau zou worden gespeeld. De nieuwe coach werd de Estlandse Jaanus Liivak. Jos van der Laan, Harvey van Stein en Gian Slagter bleven als enige van vorig jaar over. Van het teruggetrokken Matrixx Magixx kwam Dimeo van der Horst terug naar de hoofdstad en met hem sloten Stefan Mulder vanuit Weert en Max van Schaik vanuit Den Helder aan. De rest van de selectie werd opgevuld door eigen jeugd. Apollo kende een zeer moeilijke periode de eerste helft van de competitie. In de tweede wedstrijd kwam Amerikaan Reggie Keely te hulp, die zeker van goede waarde was. Echter, na twee wedstrijden ging Keely alweer naar Sopron KC in Hongarije. Halverwege November 2014 was Keely weer zichtbaar in de Apollohal, maar de eerste overwinning kwam in december 2014 tot stond in en tegen Aris Leeuwarden. In die periode kreeg Apollo ook meer toevoegingen in de rotatie. Zo zou Jesse Markusse van datzelfde Aris weer terugkeren naar de hoofdstad, evenals Hicham Kherrazi. Dit bleken niet de enige toevoegingen te zijn. Omdat Den Helder Kings een faillissement moest ondergaan kwam Aron Royé terug en kreeg Apollo het voor elkaar om Sergio de Randamie terug te halen. Dit leidde na de winterstop (ondanks het vertrek van Harvey van Stein) tot overwinningen tegen BSW Weert en Aris Leeuwarden. Halverwege februari 2015 vertrok Keely opnieuw, deze keer naar MZT Skopje in Macedonië. Voor hem kwam later een Russische forward Apollo versterken: Vasily Fedosov. In de één-na-laatste speelronde kreeg Apollo nog kans om de play-offs te halen. Ze verloren echter met twee punten van Zwolle waardoor het net niet was gelukt. Een zevende plaats was het maximale wat behaald kon worden.

## Gebeurtenissen
- 8 augustus – Het wordt bekend dat Apollo definitief in de DBL 2014-15 zal spelen.[2]
- 4 september – Jaanus Liivak wordt als coach gepresenteerd.[3]
- 16 oktober – Reggie Keely gaat bij Amsterdam spelen, hij wordt de eerste buitenlandse speler in de historie van de club.[4]
- 21 december – Aron Royé en Sergio de Randamie komen over van het failliete Den Helder Kings.[1]

2009/10 · 2010/11 · 2011/12 · 2012/13 · 2013/14 · 2014/15 · 2015/16 · 2016/17 · 2017/18 · 2018/19 · 2019/20
Amsterdam · Den Bosch · Den Helder · Donar · Leeuwarden · Leiden · Rotterdam · Weert · Zwolle